# Ju Chao

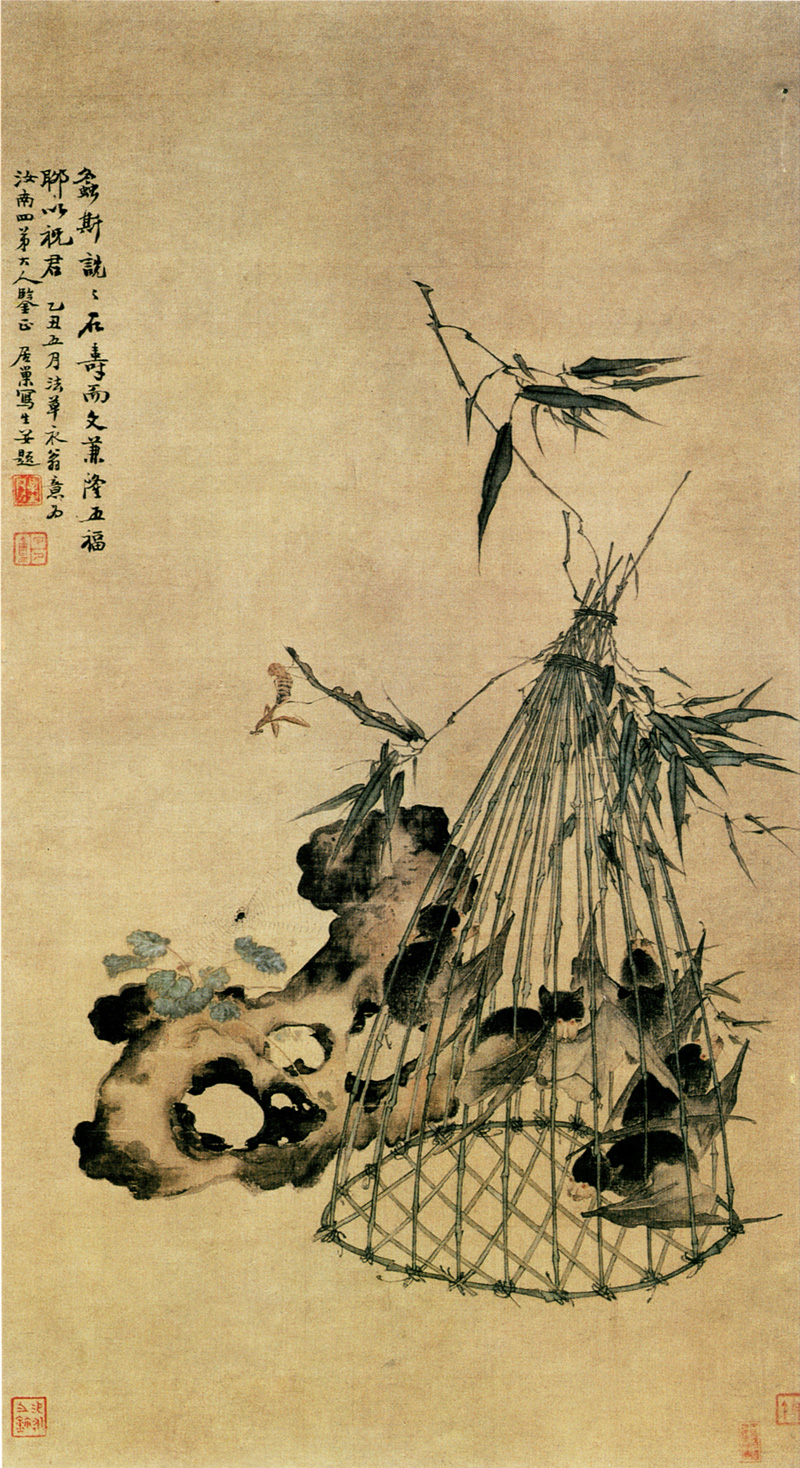
Vijf vleermuizen (五福图) door Ju Chao

Ju Chao (Chinees: 居巢, pinyin: Jū Cháo; 1811–1865) was een Chinees kunstschilder en dichter uit de Qing-periode. Zijn omgangsnaam was Meisheng (梅生) en zijn artistieke namen Meichao (梅巢) en Guquan.
Ju Chao was net als zijn jongere neef Ju Lian (1828-1904) een inwoner van Geshan, een dorp in het district Panyu te Guangdong. De twee schilders borduurden voort op de  vitale en simpele mogu-stijl van Yun Shouping (1633–1690). Ze kozen echter andere onderwerpen en gebruikten nieuwe technieken. Zo voegden Ju Chao en Ju Lian water en pigment toe aan de nog drogende gewassen inkt. Met hun werk legden zij de basis voor de invloedrijke Lingnan-school, een stroming die traditionele schildersstijlen combineerde met westerse schilderkunst.
Behalve schilderwerken maakte Ju Chao ook gedichten. Bekende werken zijn onder andere Gedichten van Shouxie Shi (首邪室詩) en Yanyu Ci (煙語詞).
- International Standard Name Identifier: 0000 0000 6398 0668
- Library of Congress Control Number: no97039313
- Union List of Artist Names: 500337448
- Virtual International Authority File: 24205734
- WorldCat: E39PBJcBVYxYQvyP9gtQvC9Rrq